# Oceanapia media
Oceanapia media är en svampdjursart som först beskrevs av Topsent 1928.  Oceanapia media ingår i släktet Oceanapia och familjen Phloeodictyidae. Inga underarter finns listade i Catalogue of Life.